# Caloplaca caesiorufella
Caloplaca caesiorufella är en lavart som först beskrevs av William Nylander och som fick sitt nu gällande namn av Alexander Zahlbruckner. 
Caloplaca caesiorufella ingår i släktet orangelavar och familjen Teloschistaceae. Arten är reproducerande i Sverige.